# Dar'a
Dar'a o Der'a (in arabo درعا‎?, Darʿā), è una città del sudest della Siria, prossima alle frontiere con la Giordania, il Libano e Israele. È la capitale del Governatorato di Dar'a.
Ha una popolazione di 76.419 abitanti